# Ryoma Watanabe
Ryoma Watanabe (født 2. oktober 1996) er en japansk fodboldspiller, som spiller for den japanske fodboldklub Albirex Niigata.